# Theodor Glatz
Theodor (Tivadar) Glatz (n. 10 decembrie 1818, Viena, Imperiul Austriac – d. 13 aprilie 1871, Sibiu, Austro-Ungaria) a fost un faimos fotograf austriac de origine slovacă, pictor, profesor de desen și litograf, care și-a deschis primul atelier de fotografie în Sibiu (germană Hermannstadt).

## Biografie
Theodor Glatz s-a născut la Viena în 10 decembrie 1818 în familia pastorului evanghelic Jakob Glatz, de origine slovacă. A urmat studii în capitala Austriei și în anul 1843 s-a stabilit la Sibiu unde a fost profesor de desen la Gimnaziul Evanghelic din Sibiu. A făcut reproduceri ale unor lucrări de artă aflate la Muzeul Brukenthal și a fost pasionat de călătorii în care a pictat o serie de peisaje din Munții Carpați. Câteva din lucrările sale au fost publicate în Leipziger Illustrierte Zeitung, vezi Sași din Bistrița și Tineri căsătoriți din Bistrița.
Theodor Glatz a deprins meșteșugul fotografiei la începutul anilor 1850 și prima lui fotografie cunoscută este o vedere a orașului Brașov din anul 1854. În 1855 a cumpărat la Sibiu atelierul lui Ede Pesky și Béla Gévay, unul dintre primele ateliere care s-au deschis în Transilvania în Piața Mică la numărul 426. L-a avut ca asociat pe Károly Koller, un fost elev de-al său, cel care a extins ulterior afacerea în Bistrița. Koller și Glatz au devenit cu timpul cunoscuți datorită fotografiilor cu specific etnografic pe care le-au realizat prin numeroase localități din Ardeal.

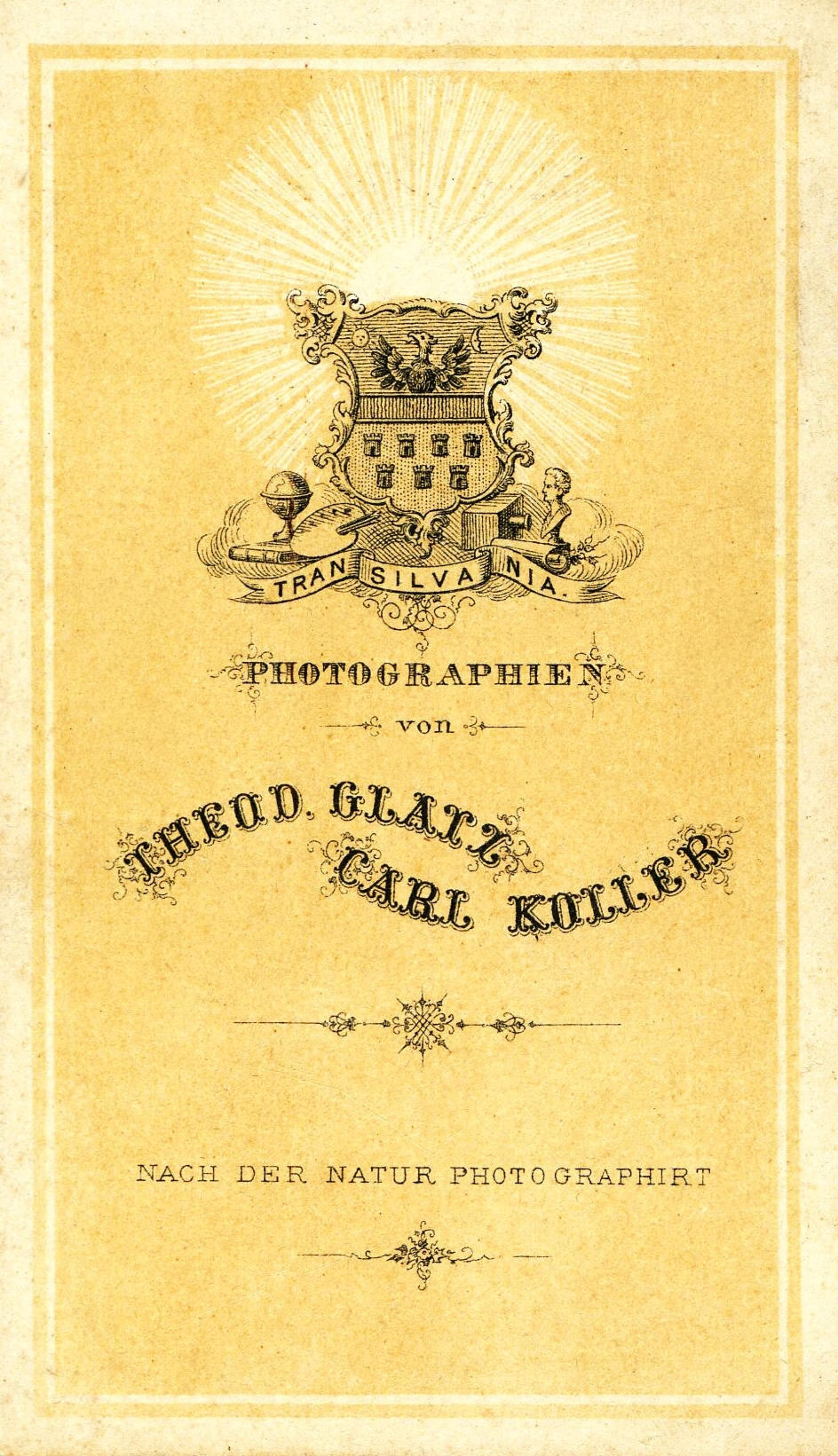
Copertă album de fotografii după natură din 1862

În 1861 a devenit membru al Societății Fotografice din Viena și în 1862 a realizat împreună cu asociatul său două albume de fotografie etnografică. În acest fel, munca în domeniul fotografiei i-a fost apreciată în afara Transilvaniei, fapt care a culminat în anul 1867 cu primirea unei mențiuni onorabile la Expoziția Universală de la Paris datorită fotografiilor cu care a participat, peisaje și imagini cu arhitectură locală. În 1868 și 1869 a primit încă două medalii: medalia de argint la Hamburg și medalia de aur la Groningen. Acestea se pot vedea în multe din cartoanele sale.

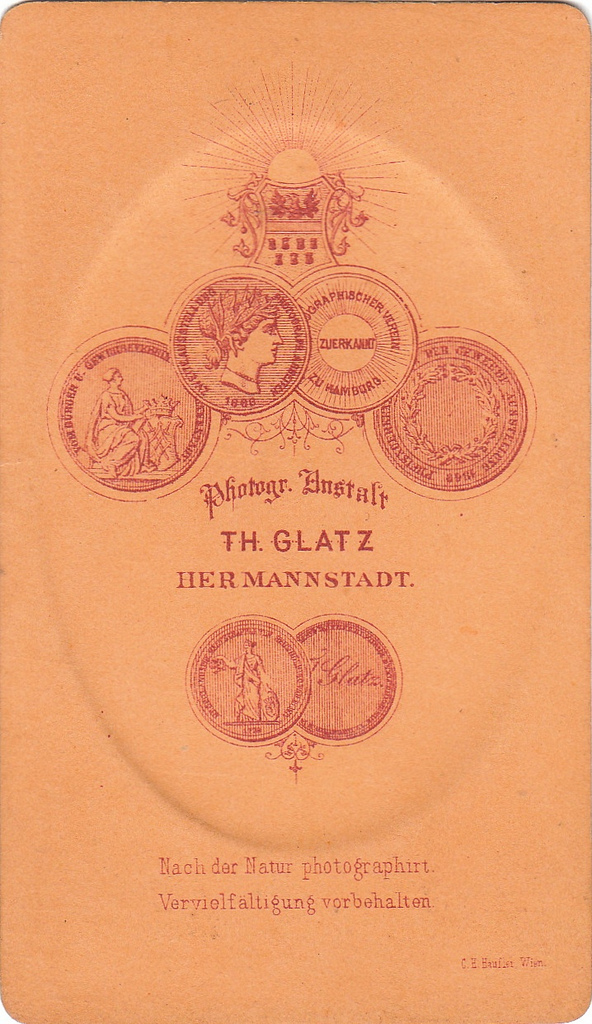
Spatele unei fotografii unde se pot vedea cele două medalii obținute de Glatz la Hamburg și Groningen

În jurul anului 1870, Theodor Glatz s-a mutat cu atelierul din Piața Mică în Piața Mare, la numărul
16 (odinioară Grosser Ring, numărul 184) devenit, din anul 1878, numărul 16, loc care a ajuns să fie unul dintre cele mai longevive ateliere de fotografie din Sibiu. De la Glatz au rămas posterității numeroase imagini cu portretele unor personalități locale, dar și ale unor anonimi, peisaje și imagini cu arhitectura unor clădiri ale acelor timpuri din oraș.
Teodor Glatz a fost unul din cei mai importanți fotografi din secolul al XIX-lea și împreună cu Ludwig Schuller din Sighișoara și Ferencz Veress din Cluj, a făcut parte din grupul de pionerat în domeniul fotografiei din Transilvania.
După decesul lui Glatz din 3 aprilie 1871, Károly Koller a renunțat la funcția de profesor de desen din Bistrița și a revenit la atelierul din Sibiu. A deschis ulterior două puncte de lucru la Cluj și Târgu Mureș. În anul 1873, firma a fost preluată de Kamilla Asbóth (1838-1908), nepoata lui Glatz, cea care este considerată a fi, probabil, prima femeie fotograf din Ardeal. Asbóth a comercializat postmortem fotografiile lui „Glatz-Koller” sub marcă proprie.

## Opera
Theodor Glatz, de-a lungul carierei lui, a fost impresionat de viața și tradițiile etniilor care populau în acea vreme Transilvania - germani, români, unguri, țigani și secui. De aceea, el i-a fotografiat în atelierul lui așezați sau în picioare în fața unor panouri pictate cu tipuri de case țărănești sau cu scene din viața locuitorilor din mediul rural.
Din asocierea sa cu Károly Koller, au rămas circa 200 de fotografii, care au fost numerotate și care au explicații în limba germană și limba română. În toate se poate vedea frumusețea costumului popular, dar și unele aspecte din viața socială tradițională transilvăneană. Pe cei doi i-a incitat, privind lucrările pe care le-au realizat, fetele tinere în costum popular de sărbătoare românesc, femei torcând și săsoaice care vindeau mere, dar și bărbați în haine de lucru mergând la cosit. I-a incitat și imaginile familiilor gătite pentru a merge la biserică, mirii îmbrăcați în costumele lor naționale, dar și secuii din Odorhei și grupurile de țigani.
Parteneriatul dintre Glatz și Koller a fost unul de mare succes și albumele pe care le-au realizat au fost premiate la expozițiile „Glatz-Koller” de la Paris (1867), Hamburg (1868) și Groningen (1869).
- Theodor Glatz -- Fotografii din patrimoniul Asociației Transilvănene pentru Literatura Română și Cultura Poporului Român

"Theodor
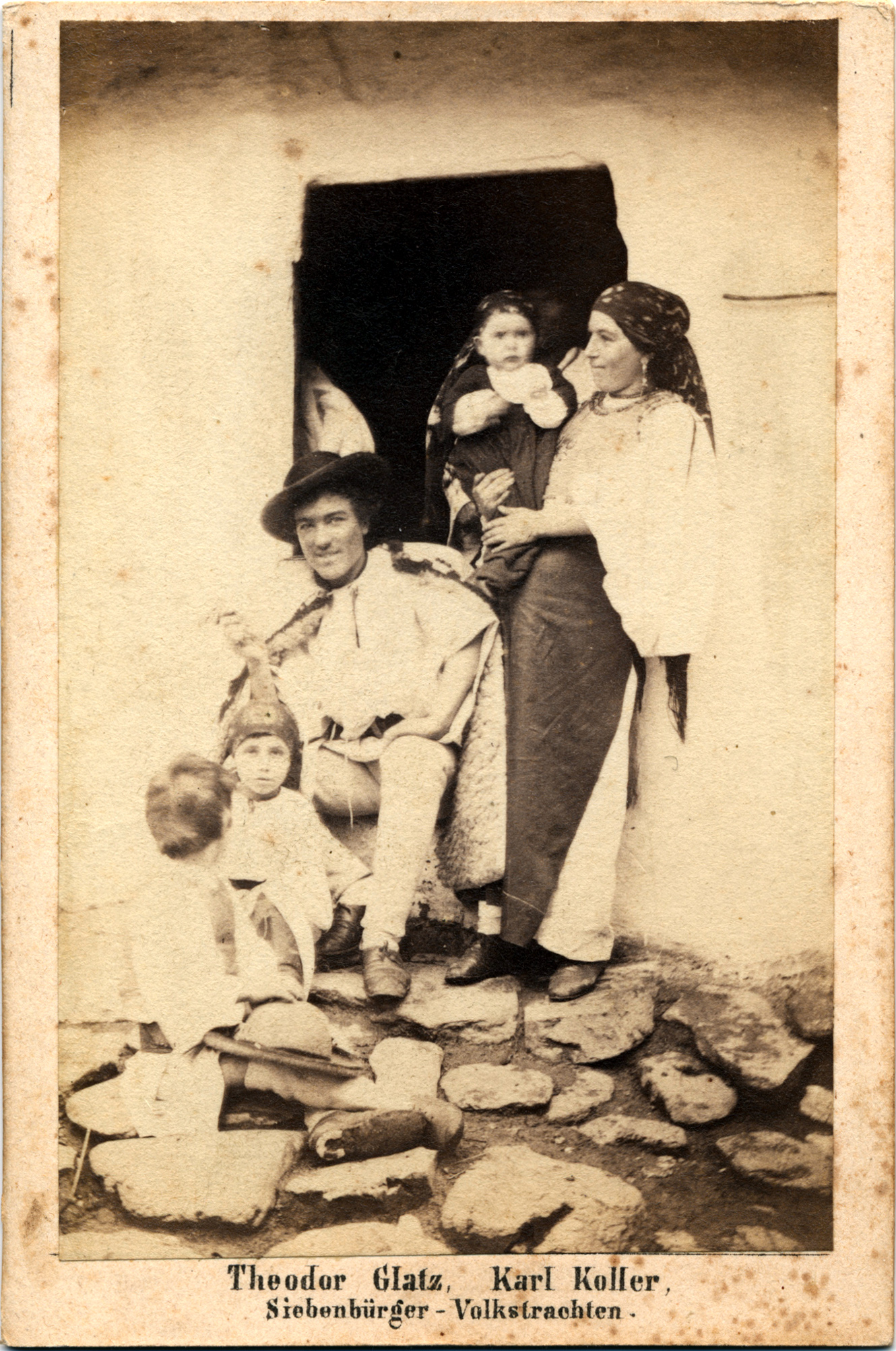
Costume populare ardelene
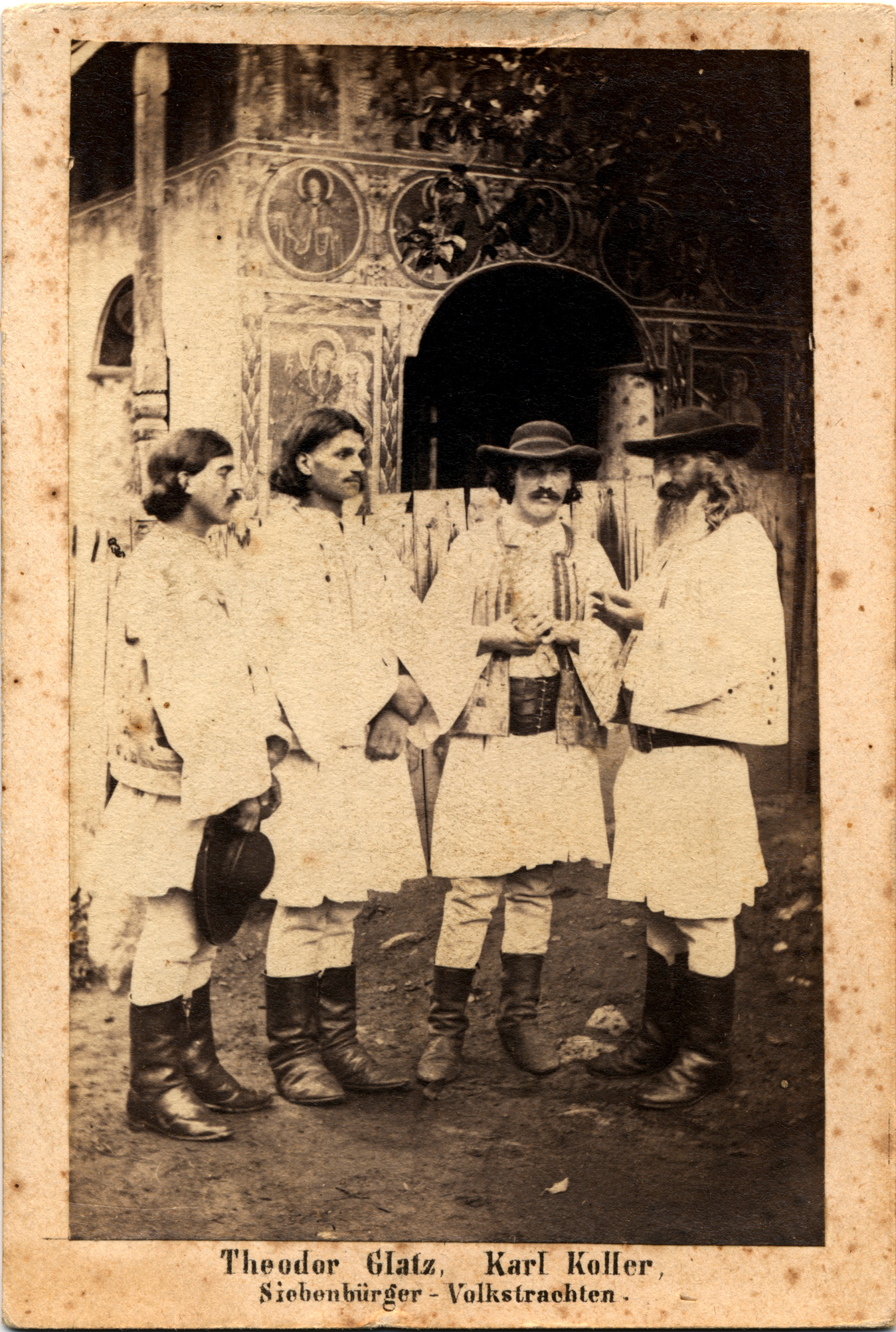
Costume populare ardelene
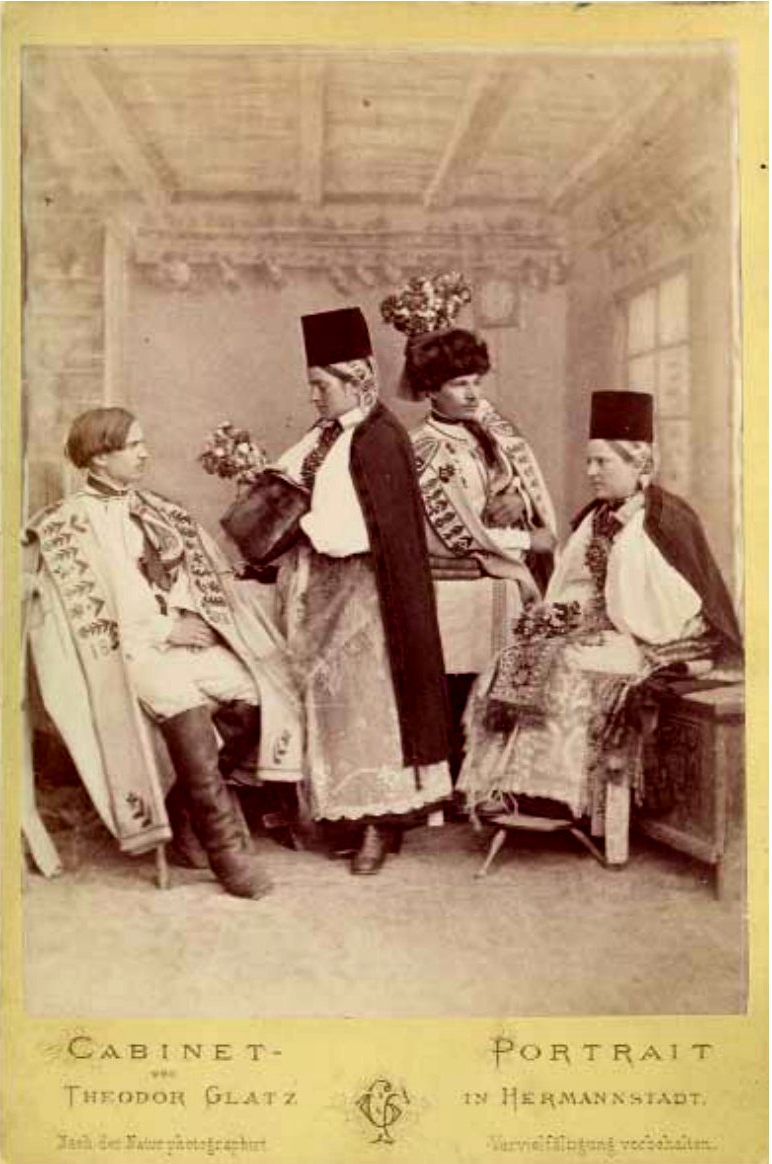
Perechi de saşi în costume populare din zona Sibiului
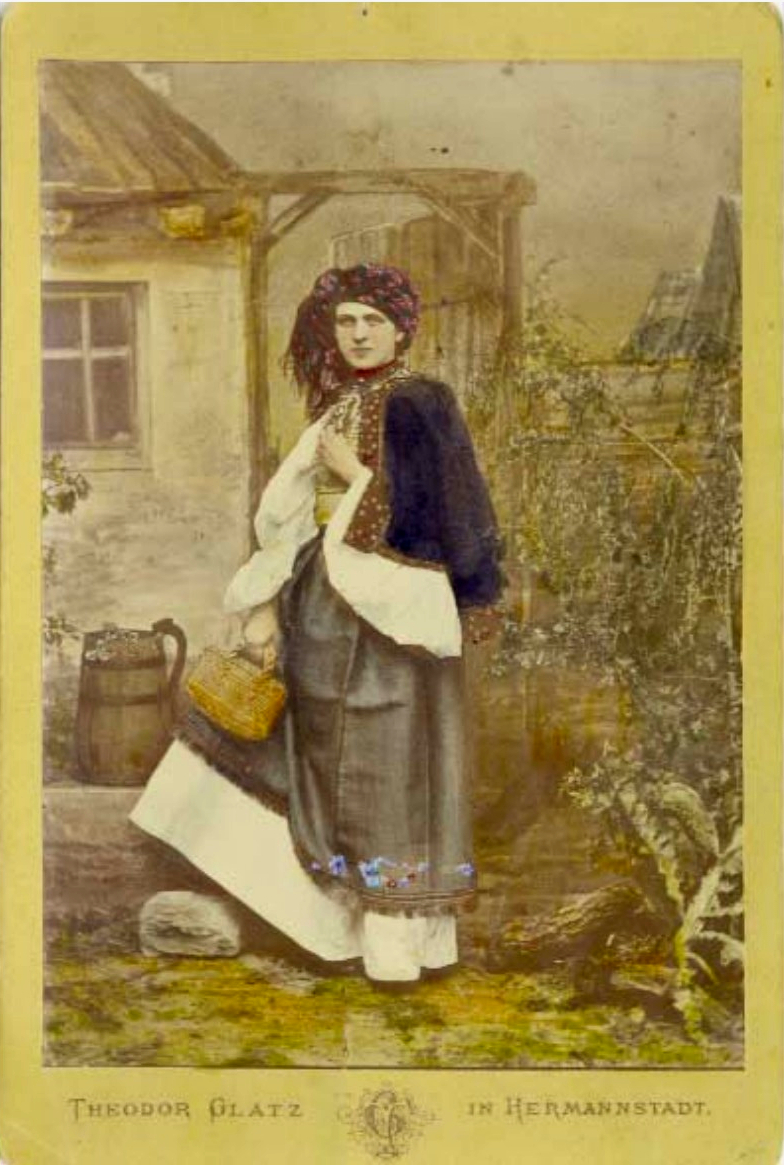
Româncă în costum popular din Sibiu
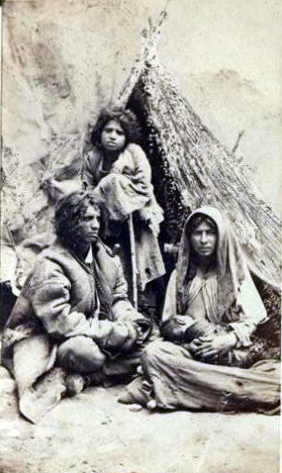
Familie de ţigani cu doi copii
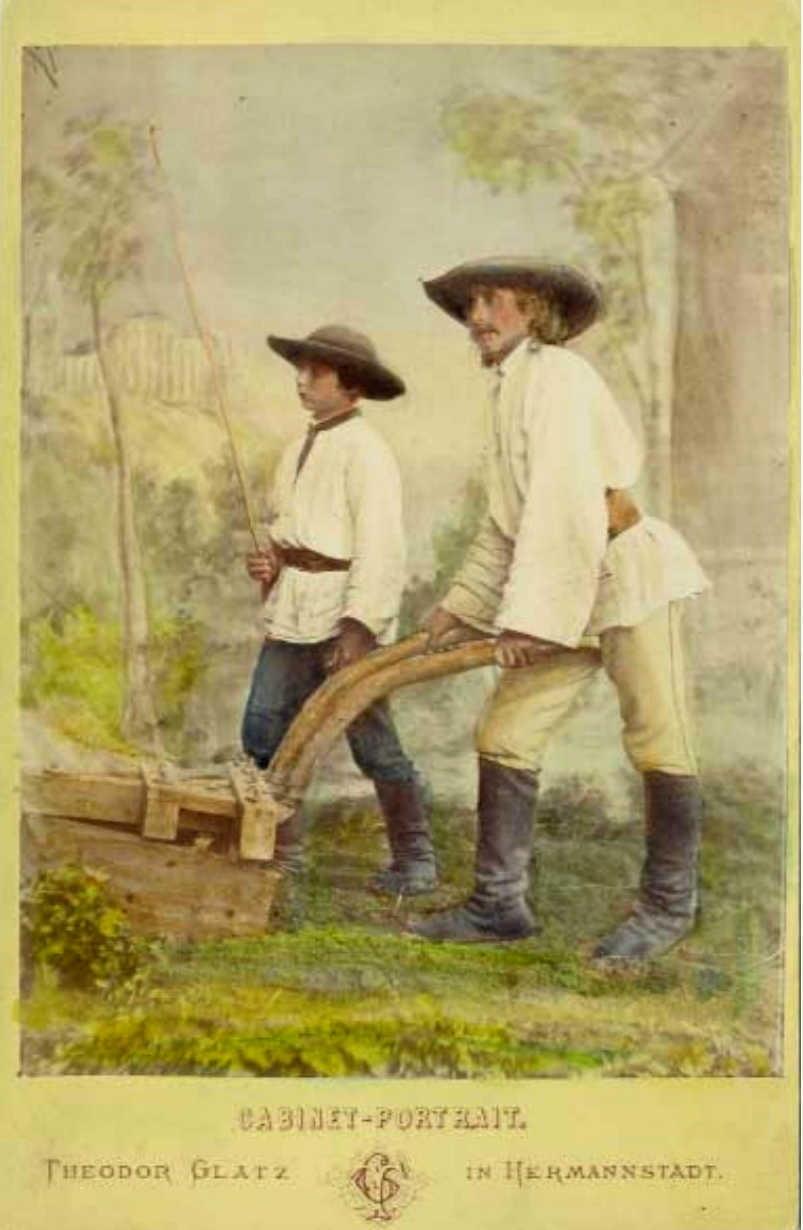
Ţărani saşi la arat, Slimnic
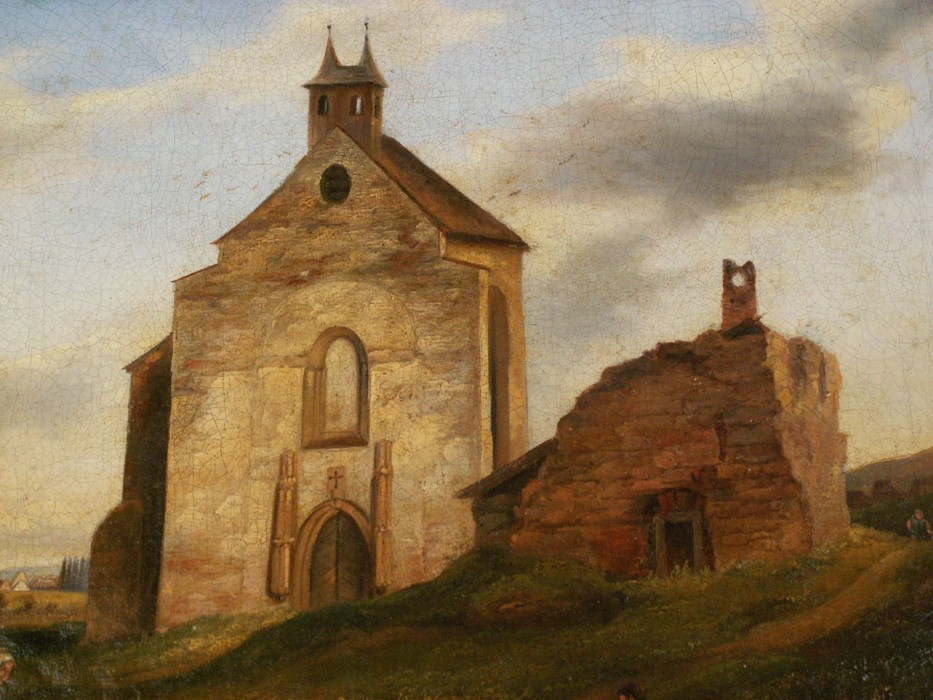
Fosta abație benedictină de la Cluj-Mănăștur